# Notiphila tschungseni
Notiphila tschungseni är en tvåvingeart som beskrevs av Canzoneri 1993. Notiphila tschungseni ingår i släktet Notiphila och familjen vattenflugor.
Artens utbredningsområde är Fujian (Kina). Inga underarter finns listade i Catalogue of Life.